# Creedence Clearwater Revival
Creedence Clearwater Revival (často zkracováno jako Creedence nebo CCR) byla americká rocková skupina založená v El Cerrito v Kalifornii. Kapelu tvořili zpěvák, kytarista a hlavní skladatel John Fogerty, jeho bratr, rytmický kytarista Tom Fogerty, baskytarista Stu Cook a bubeník Doug Clifford. Tito členové spolu hráli od roku 1959, nejprve jako Blue Velvets a později jako Golliwogs, než se v roce 1967 usadili na názvu Creedence Clearwater Revival. Nejplodnější a nejúspěšnější období kapely mezi lety 1969 a 1971 produkovalo čtrnáct po sobě jdoucích Top 10 singlů (mnoho z nich bylo dvojitých A) a pět po sobě jdoucích Top 10 alb ve Spojených státech, z nichž dvě – Green River (1969) a Cosmo's Factory (1970) – se umístily na prvním místě žebříčku Billboard 200. Skupina vystoupila na festivalu Woodstock v roce 1969 v Upstate New York a byla prvním významným umělcem, který se tam objevil. Navzdory jejich původu z oblasti Sanfranciského zálivu byl pro ně typický spíše jižanský rock a country rock.
CCR se bouřlivě rozpustili na konci roku 1972 po čtyřech letech úspěchu v žebříčku. Tom opustil kapelu v předchozím roce a John byl v rozporu se zbývajícími členy kvůli záležitostem obchodu a umělecké kontroly, což vše vyústilo v soudní spory mezi bývalými spoluhráči. Johnovy neshody s majitelem Fantasy Records Saulem Zaentzem vedly k dalším soudním případům a John odmítl vystoupit se dvěma dalšími přeživšími členy kapely – Tom zemřel v roce 1990 – na uvedení Creedence v roce 1993 do Rock and Roll Hall of Fame. Ačkoli se kapela nikdy veřejně nespojila, John nadále hraje písně CCR jako součást svého sólového vystoupení, zatímco Cook a Clifford vystupovali mezi lety 1995 až 2020 jako Creedence Clearwater Revisited.
Hudba CCR zůstává populární a je základem klasického rockového rozhlasového vysílání v USA; Jen v USA se prodalo 45 milionů desek CCR. Kompilační album Chronicle: The 20 Greatest Hits, původně vydané v roce 1976, je stále v žebříčku Billboard 200 a v srpnu 2022 dosáhlo hranice 600 týdnů. Od Americké asociace nahrávacího průmyslu (RIAA) bylo certifikováno jako 12x platinové za nejméně 12 milionů prodaných kopií v USA. Hity CCR jsou stále hrány v rozhlasových stanicích po celém světě.
Časopisem Rolling Stone byli zařazeni na 82. místo v seznamu 100 největších interpretů všech dob.

## Historie

### Před Creedence: 1959–1967
John Fogerty, Doug Clifford a Stu Cook (všichni ročník 1945) se potkali na střední škole v El Cerrito v Kalifornii, kde začínali hrát instrumentálky a „odrhovačky z hracích skříní“ pod názvem The Blue Velvets. Toto trio též doprovázelo Johnova staršího bratra Toma Fogertyho na jeho živých vystoupeních a při nahrávání ve studiu. V roce 1964 skupina podepsala smlouvu s Fantasy Records, nezávislou jazzovou nahrávací společností, která v té době sídlila v San Francisku.

### Creedence: 1967–1972
Velmi úspěšné debutové album obsahovalo vlastní skladby vedoucího J. Fogertyho i rockové evergreeny, stylově přinášelo bezprostřední a přímočarý rock s výrazným a syrovým zpěvem i sólovou kytarou. Skupina vydala v následujících letech řadu hitů, v nichž se plně rozvinul Fogertyho autorský talent; některé z nich se staly součástí rockové klasiky (např. Proud Mary v repertoáru Tiny Turnerové). Kolem roku 1970 kariéra skupiny vrcholila, později došlo mezi členy k napětí, což vedlo nejprve k odchodu T. Fogertyho a pak k definitivnímu rozchodu v roce 1972. V témže roce natočil J. Fogerty své první sólové album, na němž sám nahrál všechny nástroje i vokály a které také zaranžoval a produkoval. Deska měla poněkud mystifikující název Blue Ridge Rangers a stylově čerpala z country.

## Členové skupiny
- John Fogerty – zpěv, sólová kytara, autorství většiny repertoáru
- Tom Fogerty – doprovodná kytara
- Stu Cook – baskytara
- Doug Clifford – bicí

## Diskografie

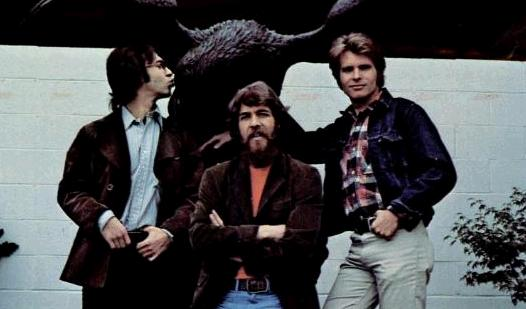
Creedence Clearwater Revival v roce 1971

### Základní LP diskografie
- Creedence Clearwater Revival, červen 1968
- Bayou Country, leden 1969
- Green River, srpen 1969
- Willy and the Poor Boys, listopad 1969
- Cosmo's Factory, leden 1970
- Pendulum, prosinec 1970
- Mardi Gras, 1972
- Live In Europe, 1974

### SP kolekce
- Creedence Country
- Mardi Gras
- Live in Europe
- Chooglin
- Chronicle

### Kompilace
- Creedence Clearwater Revival – Chronicle volume one
- Creedence Clearwater Revival – Chronicle volume two
- Creedence Gold, 1972
- More Creedence Gold, 1973